# Сейдиу, Фатмир
Фатми́р Сейди́у (алб. Fatmir Sejdiu; 23 октября 1951, Косово и Метохия) — генеральный секретарь партии «Демократическая лига Косова», был избран президентом Республики Косово 10 февраля 2006 года. За кандидатуру Фатмира Сейдиу проголосовали 80 из 120 депутатов, против — 12. На должности президента Сейдиу заменил Ибрагима Ругову, скончавшегося 21 января 2006 года.

## Биография
Фатмир Сейдиу родился 23 октября 1951 года в косовском селе Пакаштицы неподалёку от города Подуево.

### Образование и преподавательская деятельность
Профессию политолога получил в Приштинском университете, сейчас он является профессором факультета права этого крупнейшего учебного заведения страны. В середине 1990-х годов Сейдиу основал альтернативный албанский университет в македонском городе Тетово и стал деканом его правового факультета. Македонские власти в течение десяти лет, вплоть до 2004 года, оспаривали легитимность этого учебного заведения, однако так и не добились его упразднения. В июне 2006 года он получил звание почетного доктора Университета Тираны.

### Политическая карьера
После того как в 1989 году Ругова создал первую политическую организацию косовских албанцев «Демократическая лига Косова», Сейдиу стал её генеральным секретарем. 7 февраля этого года руководство партии выдвинуло Сейдиу единственным кандидатом на должность президента. Сейдиу считается умеренным политиком. Вместе с тем, как и его «духовный отец» Ибрагим Ругова, он неоднократно заявлял, что для косовских албанцев возможен лишь один вариант решения косовской проблемы — полная независимость края.

## Личная жизнь
Фатмир Сейдиу женат и имеет троих детей. Владеет албанским, сербским, английским и французским языками.